# DJI (会社)

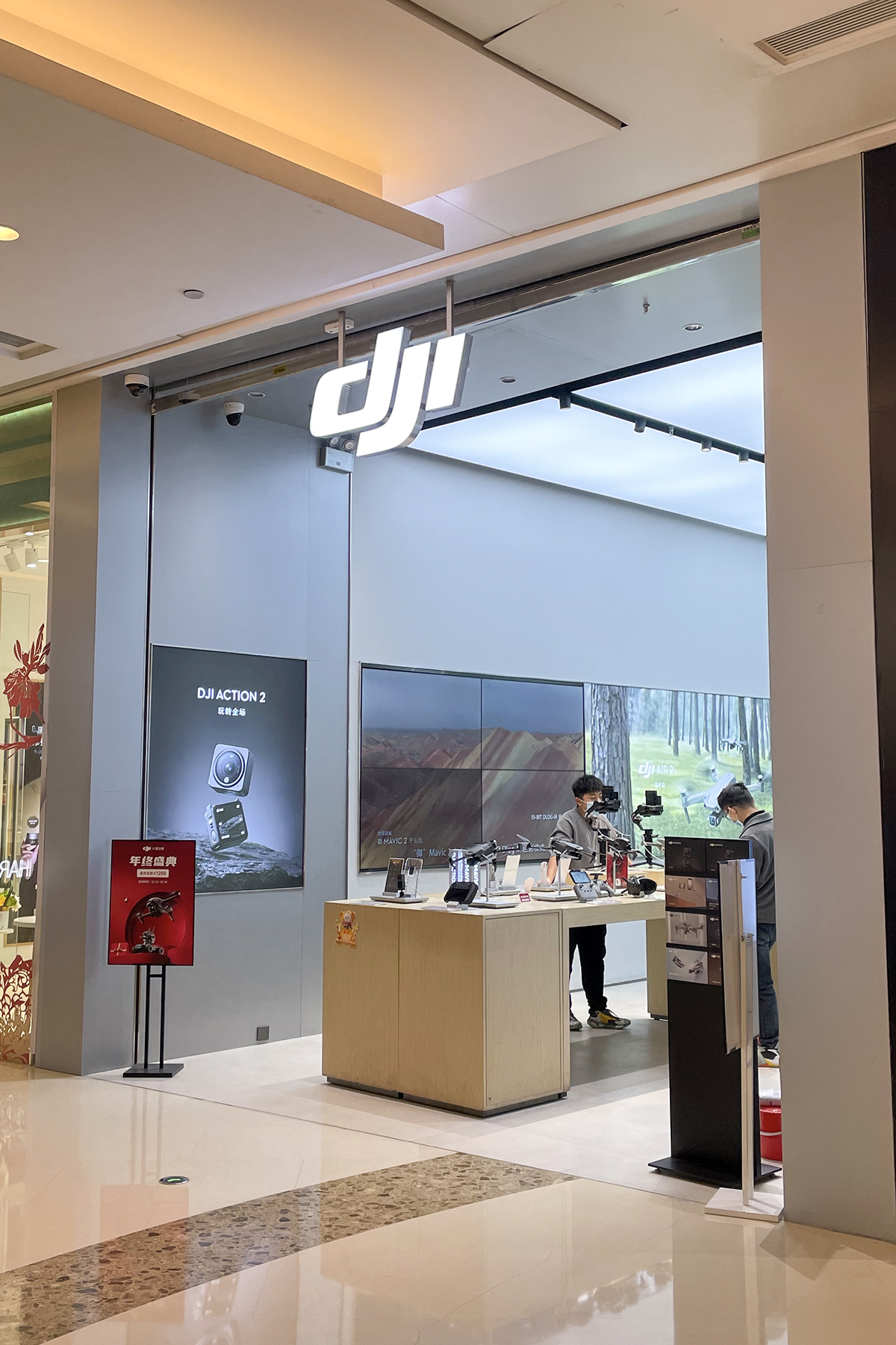
鄭州市のDJI Store

DJI（ディー・ジェイ・アイ、中国語: 大疆创新科技有限公司＝大疆創新科技有限公司、英語: Da-Jiang Innovations Science and Technology Co., Ltd.）は中国広東省深圳にある会社で、民生用ドローン（マルチコプター）およびその関連機器の製造会社である。

## 歴史
2006年、香港科技大学を卒業した汪滔（フランク・ワン・タオ）らによって創業。
2009年、XP3.1フライトコントローラーシステムをリリース。DJI初の製品。
2010年、Ace oneなど、DJI製品のラインナップ拡大が始まる。
2011年、ドローン関連商品をリリース。
2012年、Phantom発売。
2013年、Zenmuse ブラシレスジンバルシリーズ、Phantom2 Vision をリリース。
2014年、Phantom2発売。
2015年1月、アメリカ合衆国のホワイトハウスでDJIのドローンが侵入していたことが話題になり、後に泥酔したシークレットサービス職員によるものとわかり、アメリカのドローン規制に影響を与えた。同年には廉価でカメラジンバルを導入した使い勝手の良さから世界シェアの7割超を占める商用ドローン業界の最大手となっていた。
2015年4月、日本の首相官邸無人機落下事件でDJIのドローンが使用された際は皇居周辺と総理大臣官邸をGPSで飛行禁止空域にする対応を行った。同事件を受けてドローン規制法が整備され、警視庁はDJIのドローンを改造してドローンを網で捕獲する無人航空機対処部隊（IDT）を発足させた。
2015年7月、日本企業と初の業務提携をプロドローンと交わした。日本では2014年から2015年にかけてDJIはドローン関連技術の特許出願件数を大きく伸ばし、2位のプロドローンを上回っている。
2015年12月20日、深圳市に旗艦店をオープンさせた。
2016年初め、深圳市南山区に新社屋の建設用地を約7億元で取得。
2016年10月、日本初となる正式販売店を新宿に開設した。
2017年1月、スウェーデンのカメラメーカー、ハッセルブラッドを買収した。
2017年4月、DJIのドローンが中東のテロ組織ISILに利用されていることを受け、イラクとシリアの紛争地帯をGPSで飛行禁止空域にする措置を行った。DJIの民生用ドローンは安価で手に入ることから中東では非正規武装勢力による爆発物の投下などへ使用されることも多いとされ、また軍用ドローンの先進国であるイスラエルでも正規軍の国防軍はDJIのドローンを大量に導入しており、暴動鎮圧目的での催涙弾の投下にも利用された。
2017年8月、アメリカ合衆国陸軍は陸軍内部で最も広く使われていたDJIのドローンの使用をサイバーセキュリティにおける安全保障上の懸念から中止させた。ただし、その後もアメリカ合衆国海軍やアメリカ合衆国海兵隊、アメリカ合衆国空軍の使用例も報告されるなど米軍全体での全面禁止には至っていない。また、同年8月にシェアを競ってきたアメリカ合衆国のドローン最大手、3DロボティクスはDJIのドローンにソフトウェアを提供するパートナーシップを発表した。
2017年10月、DJIが主催するロボット競技であるロボマスターを題材にした日本のダンデライオンアニメーションスタジオやGONZOと共同制作したテレビアニメのROBOMASTERS THE ANIMATED SERIESが放送された。
2018年5月、マイクロソフトと人工知能や機械学習の技術をDJIのドローンに活用する戦略的なパートナーシップを結んだ。
2018年6月、テーザー銃や警察用ボディカメラを製造販売する米国企業「アクソン」と法執行機関向けのドローン販売で独占的なパートナーシップを結んだ。アメリカ合衆国の警察ではDJIのドローンは自動識別や自動追跡が可能で高倍率ズーム赤外線カメラを持つことから好まれ、2020年時点でバード大学の調査によれば公安機関のドローンは90%がDJI製品であり、全米最大の警察組織であるニューヨーク市警察も14機のDJIのドローンを採用するも市の審議会や市民団体からは人権やプライバシーの問題などを懸念され
、
ドローンの採用で市民に物議を醸したロサンゼルス市警察でも4機のDJIのドローンを導入してSWATが突入する際に初めて使用した。
2018年8月24日、「Mavic 2 Pro」と「Mavic 2 Zoom」を発表。
2018年11月、カリフォルニア州史上最悪の山火事キャンプ・ファイアの発生で州災害対策本部が米国史上最大のドローンの緊急出動を行う事態となり、活動に協力したDJIのドローンが使用された。
2019年1月、調達部門の社員45人が部品の価格を不正操作して巨額の横領に関わったとして10億元（約160億円）規模の損失を計上した。
2019年5月5日、ハンドヘルドカメラの「OSMO Action」を発表。
2019年5月20日、アメリカ国土安全保障省は北米市場で8割のシェアを持つDJIを念頭に中国製ドローンの購入に安全保障上の懸念から注意喚起したのに対してDJIはアメリカ政府と大手企業の第三者機関から安全性の保証を得ているとする声明を発表した。同年7月にアメリカ合衆国内務省は15カ月にわたるセキュリティ審査に合格した政府機関仕様のDJIのドローンを採用するも同年11月にアメリカ合衆国内務長官のデイヴィッド・バーンハートは安全保障上の懸念を解消するまで800機を超えるドローン部隊を地上待機させるよう指示した。
2019年6月12日、初の地上走行ロボット「RoboMaster S1」を発売することを発表。
2019年8月、初のレース用FPVシステムを発表。
2019年12月、日本の海上保安庁はDJIを念頭に中国製ドローンを2020年度から買い換える方針を決定した。同年5月には日本政府の保有するドローンは330機のうち259機がDJIなどの中国製であることが報じられており、日本政府は2021年度から新規調達で中国製ドローンを事実上排除することを決定した。
2020年11月5日、「DJI Mini 2」を発表。
2020年12月18日、アメリカ合衆国商務省産業安全保障局は"「ハイテクによる監視」で大規模な人権侵害に担している企業"としてDJIをエンティティ・リスト（英：Entity List、略：EL)に加えた。
2021年11月5日、Mavic 3シリーズ発売。
2021年12月16日、アメリカ財務省は「新疆ウイグル自治区のイスラム系ウイグル民族をはじめとする民族・宗教的マイノリティーに対する生体認証による監視・追跡を積極的に支援している」として米国人によるDJIへの証券投資禁止対象に追加し、商務省も同日、輸出管理規則（英：Export Administration Regulations、略：EAR）上のエンティティ・リストに追記することを発表、12月17日付の官報で公示した。
2022年2月24日に開始されたロシアのウクライナ侵攻では、同社の民生用ドローンが多数投入され、存在感を示した。ウクライナ軍はドローン監視センターを作り、ロシア軍の動きを偵察。ウクライナ政府は軍だけではなく、ドローンを持っている一般市民にも偵察任務に加わるよう呼びかけ、多くの市民が参加した。ドローンに搭載された熱探知カメラが夜間のロシア兵や戦車を監視した。ウクライナ政府によれば、市民の持つドローンの大半は世界の民生用市場の約70％を占める中国のDJI製であるとし、国外からも支援の一環として大量の同社製品が送られたという。しかし、ウクライナ政府は同時にDJIのドローンをロシア軍も使用しているとし、DJIに対し書簡を送りロシアへの販売をやめるよう要請した。
2022年4月26日、ロシアとウクライナでの事業活動を一時停止すると発表した。ウクライナ侵攻において両軍で同社製品が軍事利用されているとの指摘があったことに伴う措置とみられ、同社は「民用ドローン技術の軍事利用には一貫して反対している」としている。
2022年5月10日、Miniシリーズ初となるハイエンドモデルの「Mini 3 Pro」を発表。
2022年8月15日、マイクロドローンの「DJI Avata」を発表。
2022年9月24日、「OSMO Action 3」を発表。
2022年9月26日、本社を2つの超高層ビルからなる新社屋「DJI Sky City（大疆天空之城）」に移転。
2022年10月5日、アメリカの国防総省がアメリカ人の投資禁止対象となるブラックリストに同社を追加。
2023年8月2日、「OSMO Action 4」を発表。
2023年10月25日、「Osmo Pocket 3」を発表。
2024年9月19日、「Osmo Action 5 Pro」を発表。

## 製品類

### カメラドローン
- Mavic
- Air
- Mini
- Neo
- Avata
- Flip
- FPV
- Phantom
- Inspire
- Spark

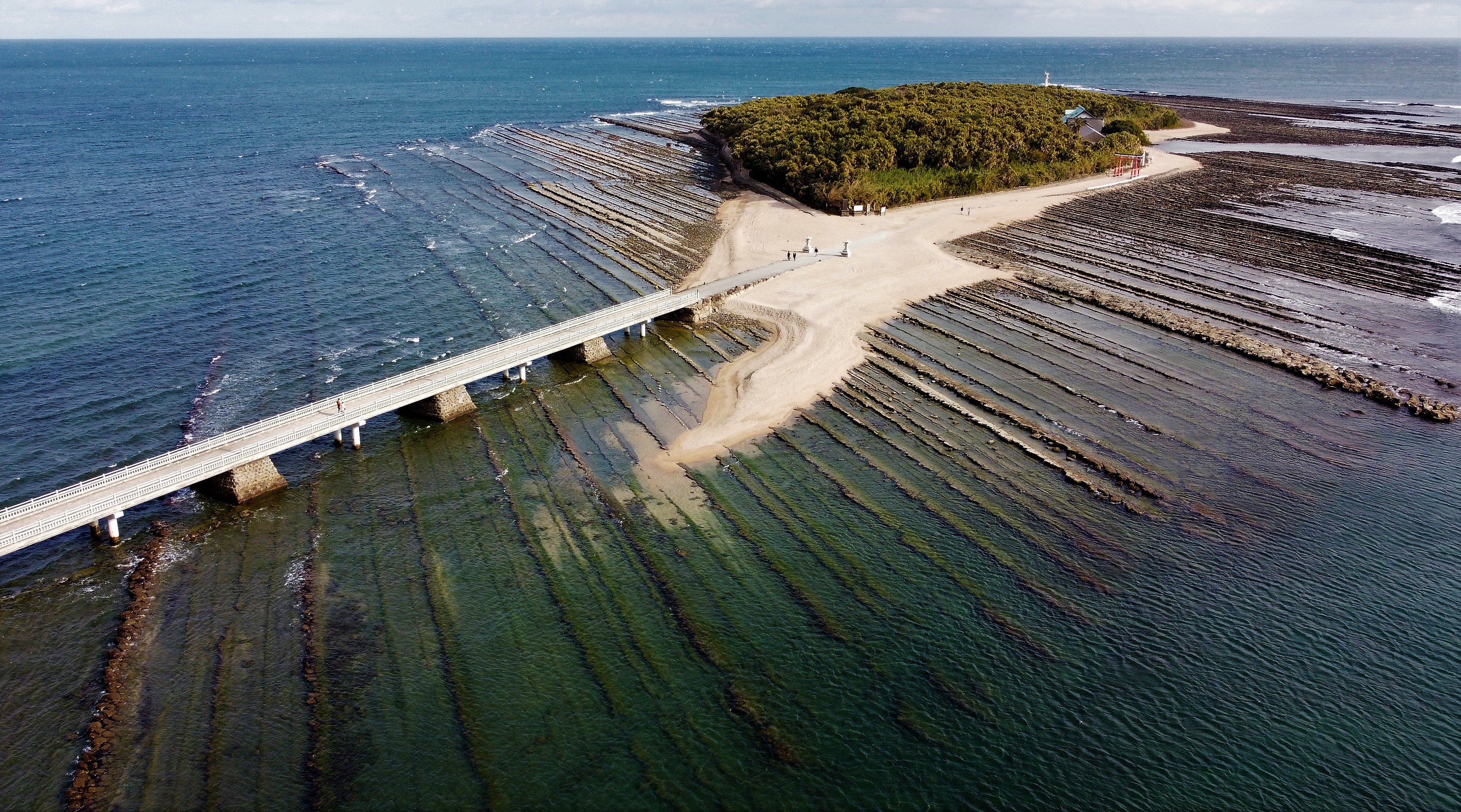
DJI Mini2による空撮画像（2.92メガバイト、1/500秒 F値f/2.8）

- Tello（インテル、Ryze社との共同開発）
- Spreading Wings（日本未発売）
- Storm（日本未発売）

### 産業向けドローン
- Matrice
- Mavic Enterprise Advanced
- Phantom RTK
- Multispectral

### ハンドヘルドジンバルシステム・アクションカメラ
- Osmo Pocket
- Osmo Action
- Osmo Mobile
- Ronin

### 教育用ロボット
- RoboMaster

## ギャラリー

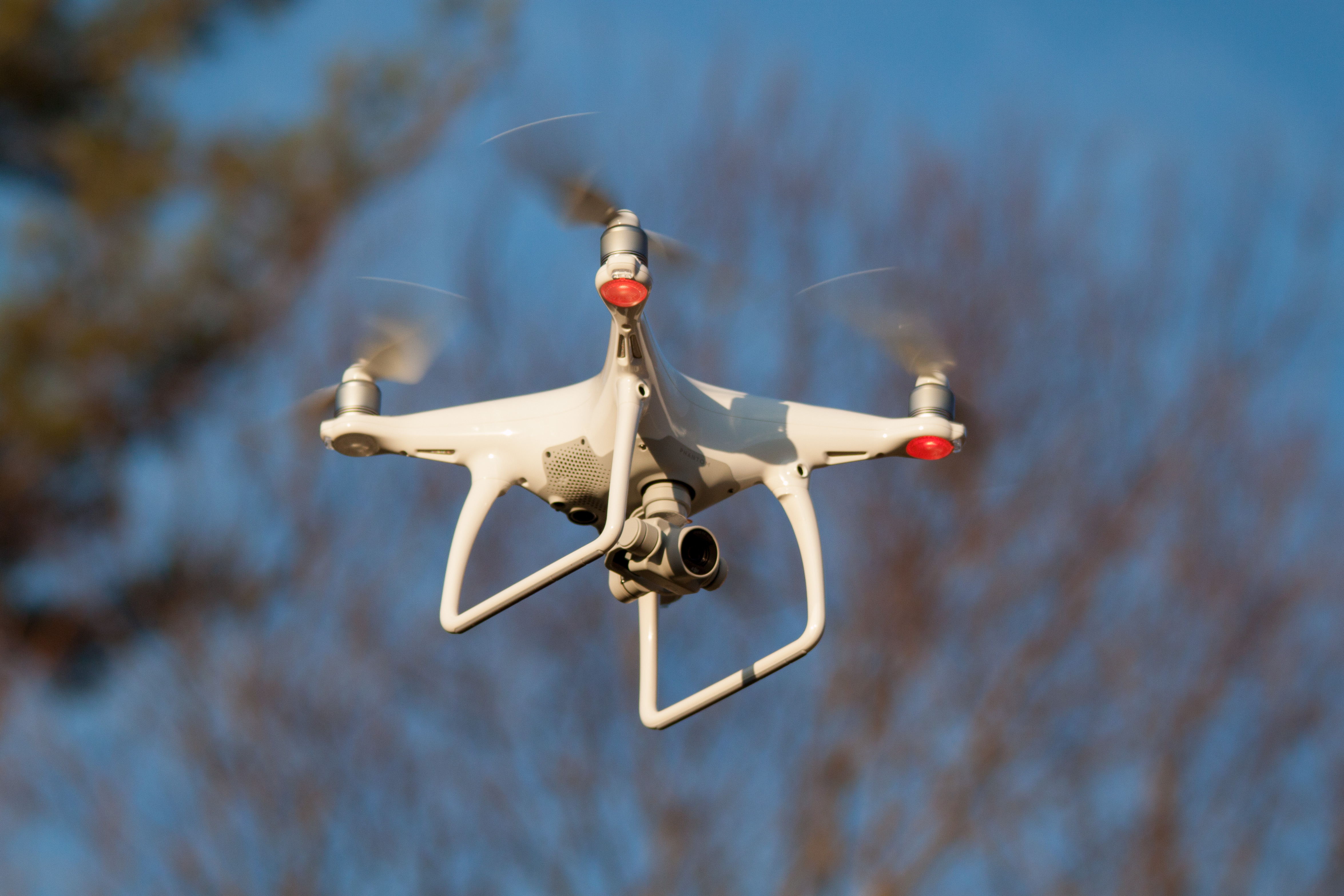
DJI Phantom 4
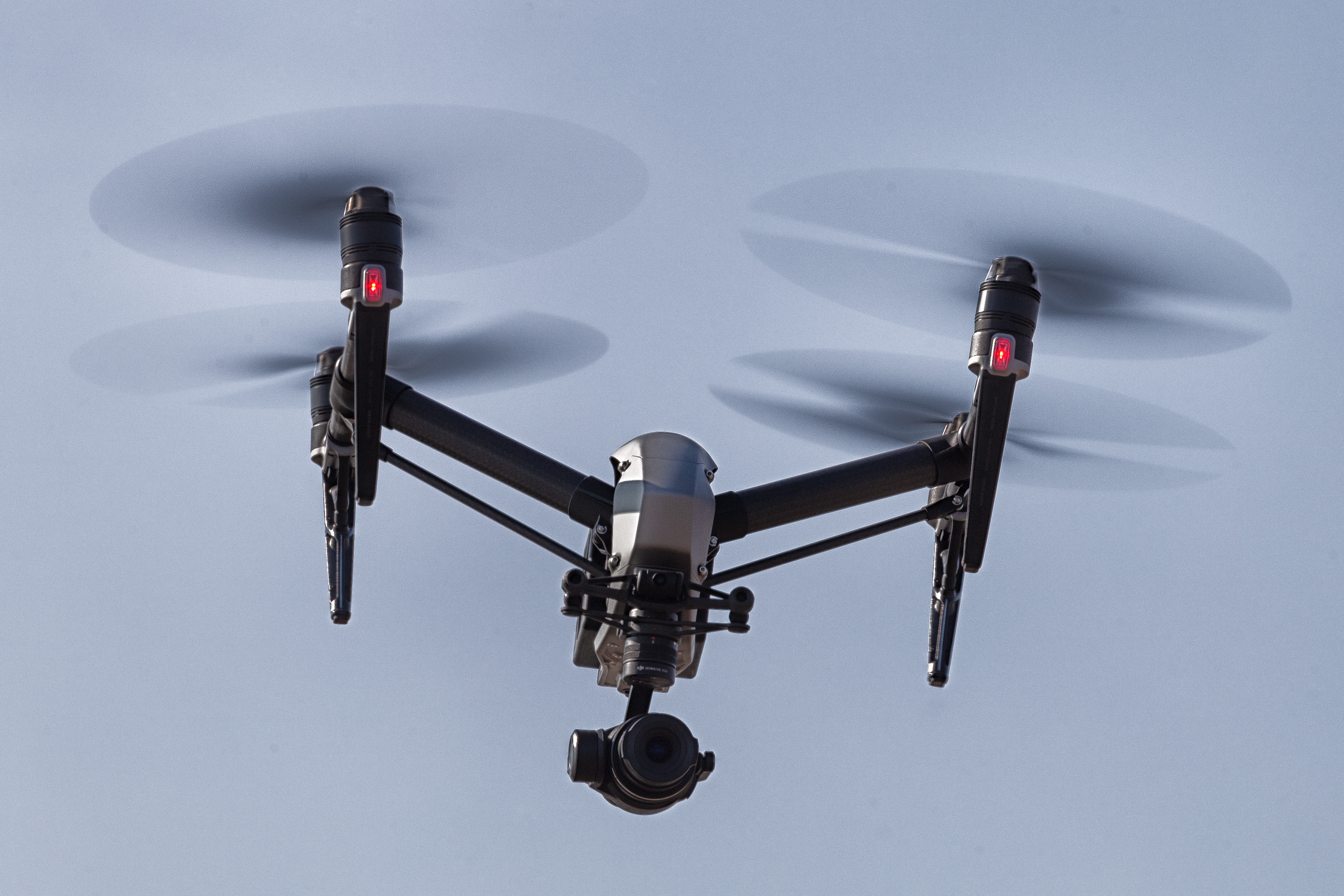
DJI Inspire
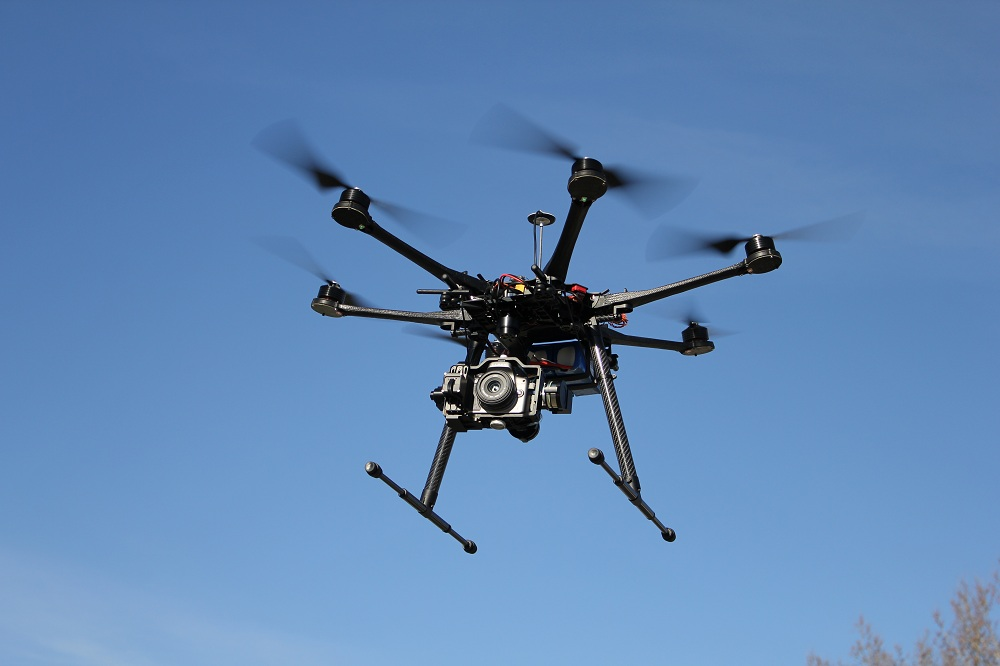
DJI S800
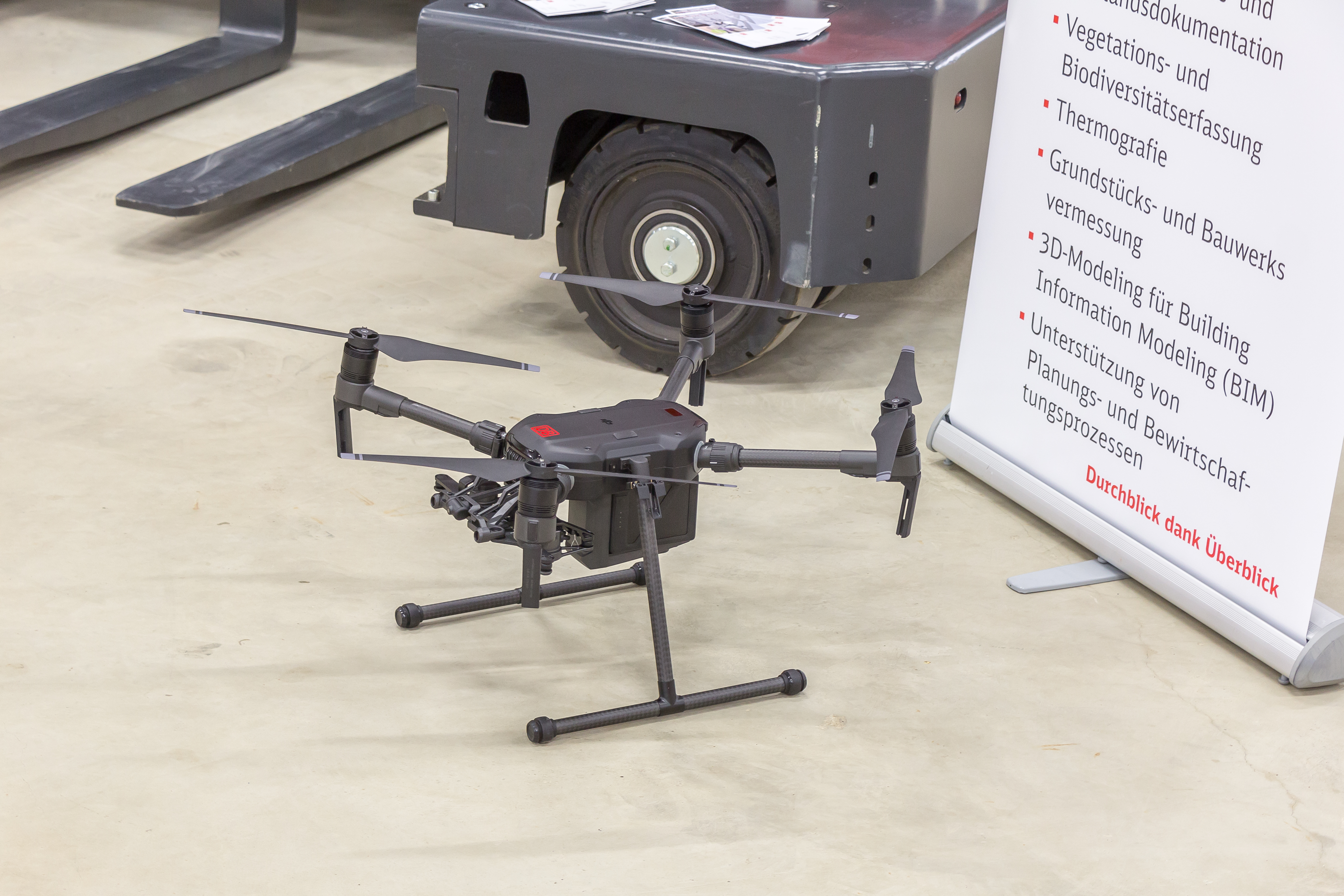
DJI Matrice 210
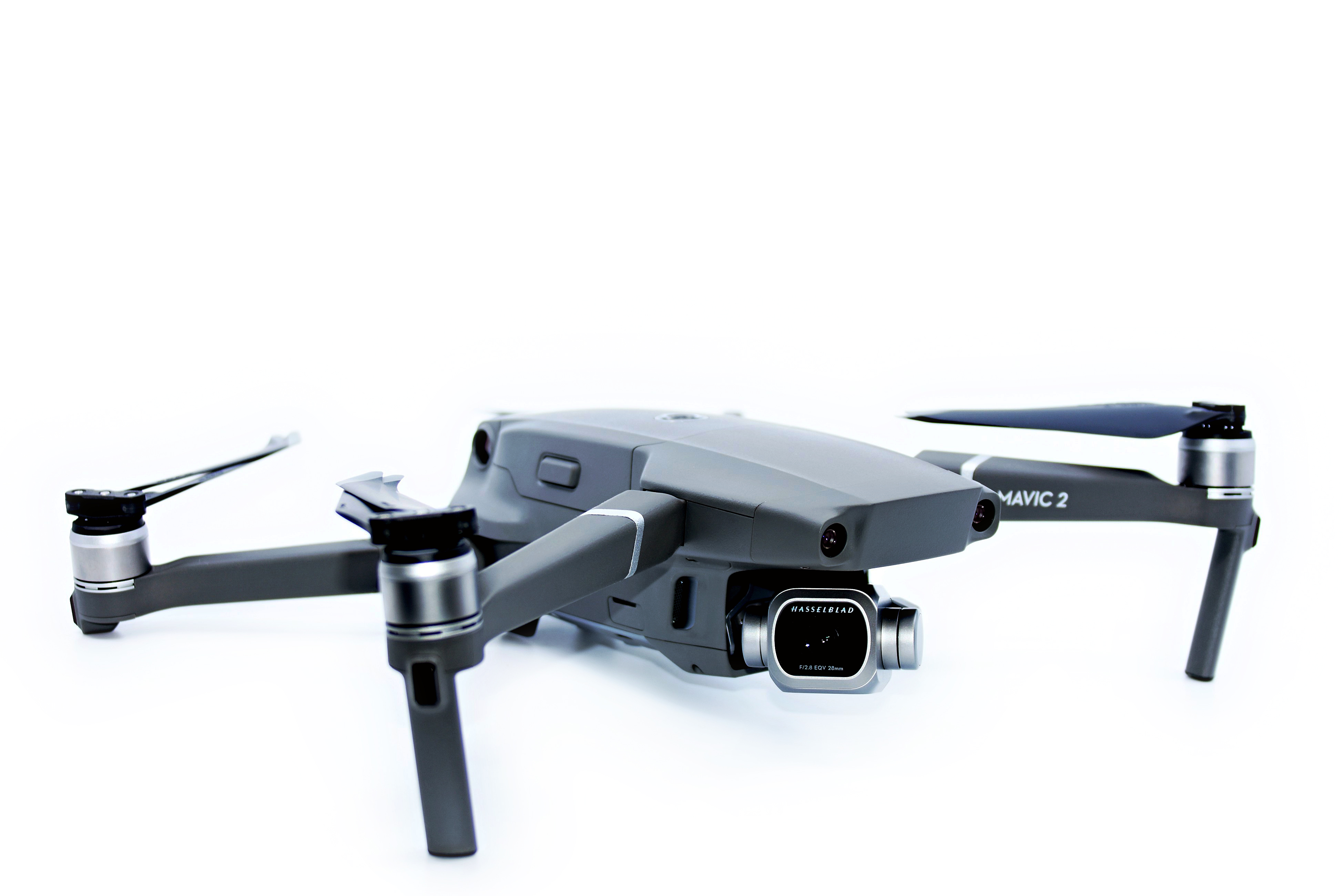
DJI Mavic
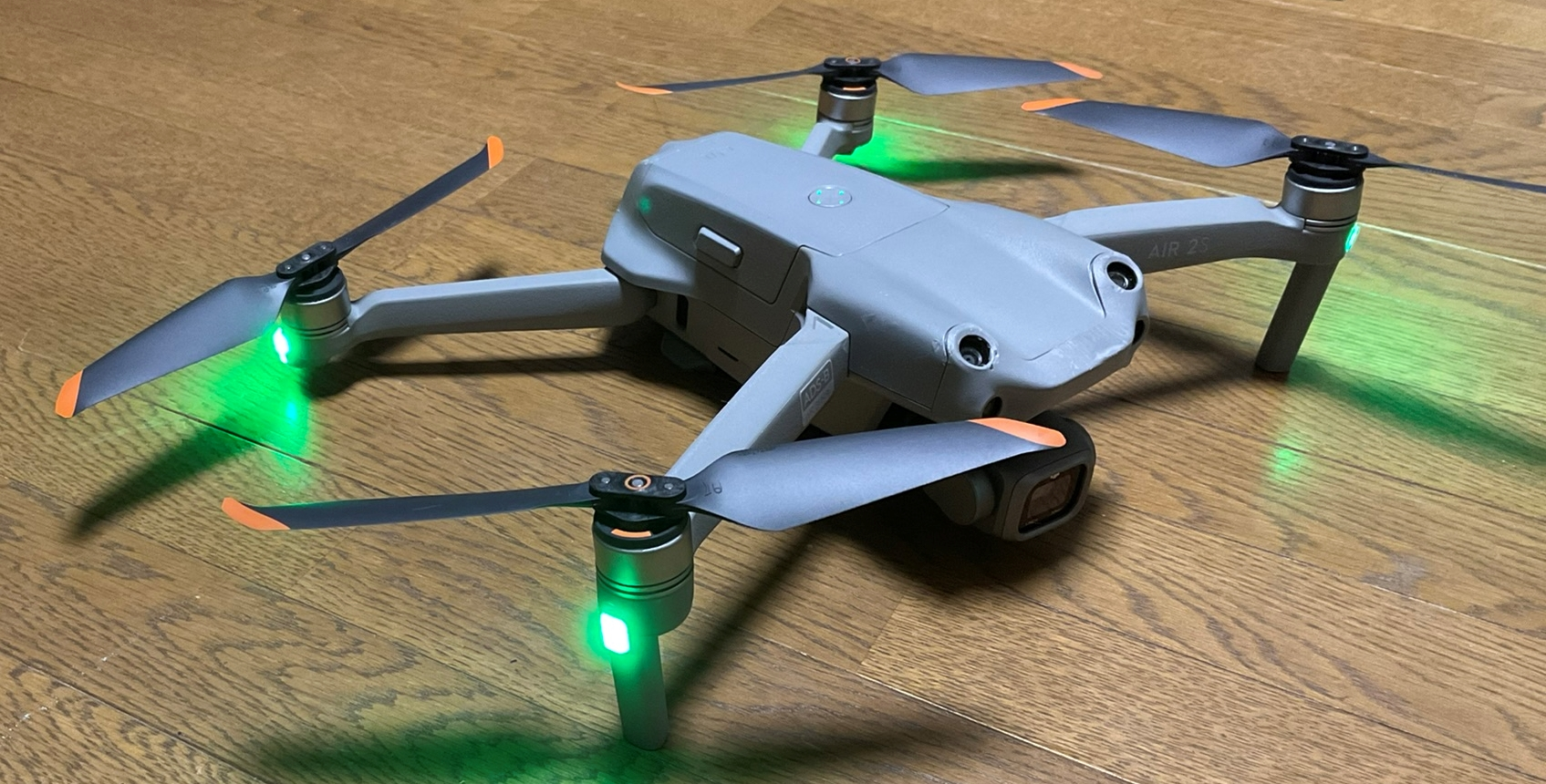
DJI Air 2S
- DJI Air 2Sでの撮影（2022年6月21日）
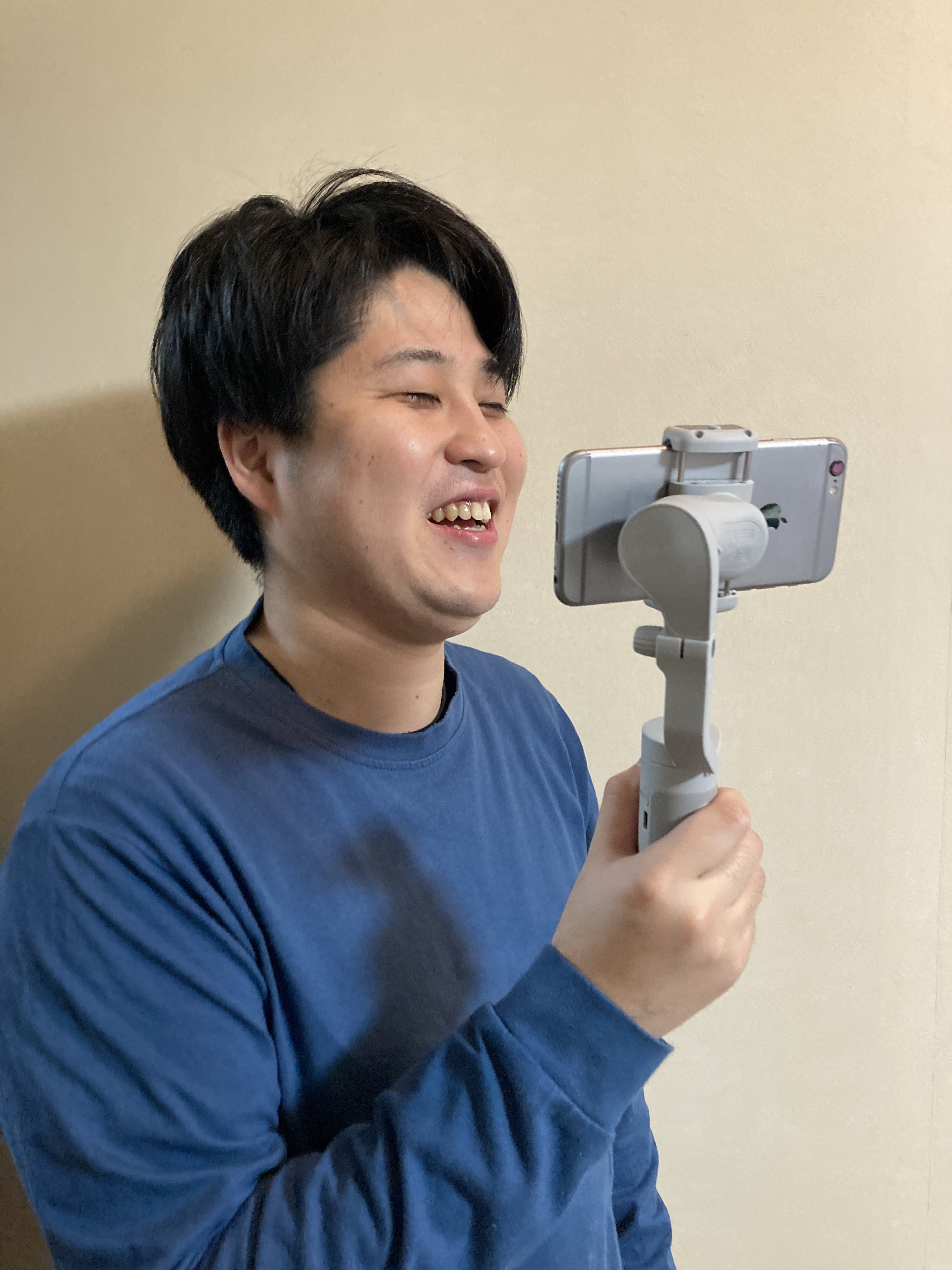
DJI Osmo Mobile SEを使う男性

## 主な実績
洋画
邦画
- 約束のネバーランド（フジテレビムービー 集英社創業95周年記念作品 2020年 平川雄一朗監督）

海外テレビドラマ
国内テレビドラマ
- スーパー戦隊シリーズ
  - 魔進戦隊キラメイジャー（tv asahi、東映、東映AG 2020年 - ）
- 仮面ライダーシリーズ
  - 仮面ライダーゼロワン（tv asahi、東映、ADK EM 2019年 - ）
- 女子高生の無駄づかい（tv asahi、MMJ 2020年）

海外インターネット配信
国内インターネット配信